# Conviction (série télévisée, 2006)
Pour les articles homonymes, voir Conviction (homonymie).
Conviction est une série télévisée américaine en treize épisodes de 42 minutes, créée par Dick Wolf et diffusée entre le 3 mars et le 19 mai 2006 sur le réseau NBC.
En France, elle est diffusée à partir du 8 octobre 2006 sur TF1.

## Synopsis
Alexandra Cabot, de New York, unité spéciale, revient comme chef du bureau de jeunes assistants du procureur. La série traite de leurs histoires et de leurs vies personnelles.

## Distribution
- Stephanie March (V. F. : Agathe Schumacher) : Alexandra Cabot
- Eric Balfour (V. F. : Franck Monsigny) : Brian Peluso
- Jordan Bridges (V. F. : Taric Mehani) : Nick Potter
- Milena Govich (V. F. : Marie Zidi) : Jessica Rossi
- Anson Mount (V. F. : Laurent Mantel) : James « Jim » Steele
- Julianne Nicholson (V. F. : Laurence Sacquet) : Christina Finn
- J. August Richards (V. F. : Olivier Cordina) : Billy Desmond

## Épisodes
| N° | #  | Titre                                  | Réalisation             | Scénario                                     | Première diffusion                                                   |
| --- | -- | -------------------------------------- | ----------------------- | -------------------------------------------- | -------------------------------------------------------------------- |
| 01 | 01 | Premières Convictions Pilot            | Matt Reeves             | Rick Eid Walon Green James Grissom           | États-Unis : 3 mars 2005 sur NBC France : 8 octobre 2006 sur TF1     |
| Alors que Nick Potter commence son premier jour comme un procureur de district adjoint, un collègue est abattu.                                                                                         |    |                                        |                         |                                              |                                                                      |
| 02 | 02 | Pieds et mains liés Denial             | Norberto Barba          | Rick Eid                                     | États-Unis : 10 mars 2005 sur NBC France : 15 octobre 2006 sur TF1   |
| Steele doit prendre en charge le cas d'un adolescent de moins de 14 ans qui a tué son frère. |    |                                        |                         |                                              |                                                                      |
| 03 | 03 | Vie volée Breakup                      | Randall Zisk            | Greg Plageman                                | États-Unis : 17 mars 2005 sur NBC France : 22 octobre 2006 sur TF1   |
| Finn étudie le suicide suspect d'une jeune fille de 12 ans dont la mère prétend qu'elle était atteinte d'un cancer en phase terminale, mais son autopsie montre le contraire.                           |    |                                        |                         |                                              |                                                                      |
| 04 | 04 | Derrière l'image... Indebted           | Vincent Misiano (en)    | Carter Harris (en)                           | États-Unis : 24 mars 2005 sur NBC France : 29 octobre 2006 sur TF1   |
| Billy Desmond doit poursuivre un producteur de rap accusé de meurtre. |    |                                        |                         |                                              |                                                                      |
| 05 | 05 | La Position du mort Savasana           | Caleb Deschanel         | Gavin Harris Pamela J. Wechsler              | États-Unis : 30 mars 2005 sur NBC France : 5 novembre 2006 sur TF1   |
| Finn s'occupe du cas d'un "bébé secoué" et de retirer ou non les machines qui le maintiennent en vie.                                                                                                   |    |                                        |                         |                                              |                                                                      |
| 06 | 06 | Vent de folie Indiscretions            | Caleb Deschanel         | Walon Green                                  | États-Unis : 7 avril 2005 sur NBC France : 12 novembre 2006 sur TF1  |
| Une affaire amène Billy à s'intéresser à un hôpital psychiatrique. Jessica s'occupe du cas du petit ami d'une jeune fille sourde qui a agressé le père de celle-ci.                                     |    |                                        |                         |                                              |                                                                      |
| 07 | 07 | Relations très particulières Madness   | Jeffrey Reiner          | Rick Eid                                     | États-Unis : 11 avril 2005 sur NBC France : 19 novembre 2006 sur TF1 |
| Nick Potter est battu par des hommes armés après avoir essayé d'obtenir le témoignage d'un homme dans une affaire. Brian Peluso se prépare à emménager avec sa petite amie.                             |    |                                        |                         |                                              |                                                                      |
| 08 | 08 | Petits Arrangements True Love          | Michael Fresco (en)     | David Mills                                  | États-Unis : 14 avril 2005 sur NBC France : 26 novembre 2006 sur TF1 |
| Potter s'occupe d'un cas facile, mais un curé lui demande d'abandonner l'affaire. Cabot et Rossi sont en désaccord dans une affaire de viol. Finn gère un litige entre un propriétaire et un locataire. |    |                                        |                         |                                              |                                                                      |
| 09 | 09 | Le Dernier Mot Downhill                | Steven DePaul (en)      | Laurie Arent Greg Plageman                   | États-Unis : 28 avril 2005 sur NBC France : 3 décembre 2006 sur TF1  |
| Desmond et Steele s'occupent de la mort d'un adolescent dans un jeu du foulard. |    |                                        |                         |                                              |                                                                      |
| 10 | 10 | Tous les coups sont permis Deliverance | Vincent Misiano (en)    | Robert Stuart Nathan (en) Pamela J. Wechsler | États-Unis : 5 mai 2005 sur NBC France : 10 décembre 2006 sur TF1    |
| Une avocate respectée est accusée d'avoir tué son mari et décide de se défendre elle-même dans la salle d'audience.                                                                                     |    |                                        |                         |                                              |                                                                      |
| 11 | 11 | Coups d'œil Indiscretion               | Elodie Keene            | Laurie Arent                                 | États-Unis : 12 mai 2005 sur NBC France : 17 décembre 2006 sur TF1   |
| Jim s'occupe d'une affaire de viol, mais le père de la plaignante s'oppose à lui. |    |                                        |                         |                                              |                                                                      |
| 12 | 12 | Abus de pouvoir [1/2] 180.80 [1/2]     | Norberto Barba          | Carter Harris (en) Gavin Harris              | États-Unis : 19 mai 2005 sur NBC France : 7 janvier 2007 sur TF1     |
| Un videur de club est le principal suspect dans l'assassinat d'une jeune femme. |    |                                        |                         |                                              |                                                                      |
| 13 | 13 | À huis clos [2/2] Hostage [2/2]        | Constantine Makris (en) | Rick Eid Walon Green                         | États-Unis : 19 mai 2005 sur NBC France : 7 janvier 2007 sur TF1     |
| Deux suspects prennent en otage la salle d'audience et négocient leur libération à l'aide des membres du bureau du procureur.                                                                           |    |                                        |                         |                                              |                                                                      |